# Italo house
Italo house, mediterranean progressive – gatunek muzyczny charakteryzujący się mocnym brzmieniem podkładu i liniami melodycznymi, czy innymi dźwiękami pochodzenia orientalnego. 
Nazwę zawdzięcza prekursorom gatunku pochodzącym z Włoch, m.in.:
- Gigi D’Agostino
- Mauro Picotto
- Mario Piu
- Gabry Ponte
- Rado Negundo